# Elteriš
Elteriš Kagan (alttürkisch 𐰃𐰠𐱅𐰼𐰾:𐰴𐰍𐰣 Elteris qaγan, türkisch İlteriş Kağan, chinesisch 頡跌利施可汗/颉跌利施可汗 Xiédiēlìshīkěhàn) war der erste Kagan des zweiten Reichs der Kök-Türken im spätantiken Zentralasien. Er regierte von 682 bis ca. 691.
Elteriš (auch Eltäriş Khan) war ein Ehrenname und bedeutet der Reichssammler, ursprünglich hieß er Kutluğ (Ku-tuo-lu). Auch der Name Kutluk Ilteris wird verwendet.
Kutluğ/Elteriš  war ein Nachkomme des letzten Herrschers des ersten Ostreichs der Kök-Türken und gehörte zum Clan Aschina. Die Türken wollten die Unterwerfung unter China nicht hinnehmen, 679 kam es zur Revolte. Kutluğ war einst Söldner in chinesischen Diensten, ging mit wenigen Getreuen in das nördlich Chinas gelegene Gebiet der Otüken und unterwarf die benachbarten Stämme.
Kutluğ wurde unter dem Ehrennamen Eltäriş Khan vom Heerführer Tonjukuk eingesetzt. Tonjukuk (auch Tonyukuk) war der Berater von Elteriš, der wie andere türkische Adelige dieser Zeit eine chinesische Bildung genossen hatte. Er gehörte zum Clan der A-shih-te. Elteriš ernannte ihn zum obersten Befehlshaber seiner Truppen.
Ab 682 unterwarf Elteriš zusammen mit 16 verbündeten Stämmen die Kök-Türken und stützte sich hierbei insbesondere auf den Stamm der Karluken. Um 687 hatte er die Herrschaft über die meisten Stämme des ehemaligen Ostreichs errungen.
Er hatte zwei Söhne: Den älteren Bilge Kagan und den jüngeren Kültegin, die beide ebenfalls das Reich führten.
Nach seinem Tod 692 folgte ihm als zweiter Kagan sein Bruder Qapagan.